# Grote piramidevlinder
De grote piramidevlinder (Amphipyra perflua) is een vlinder uit de familie van de uilen (Noctuidae).
De voorvleugellengte bedraagt tussen de 20 en 25 millimeter. De soort lijkt veel op de piramidevlinder, maar is groter en heeft een zeer lichtgekleurde achterrand aan de voorvleugel. De achtervleugels hebben een bruine kleur.
De vlinder komt voor van Centraal-Europa tot China en Japan. In België is de soort zeer zeldzaam, en komt lokaal voor in het zuiden. Uit Nederland is maar één waarneming bekend, in het jaar 1913 te De Bilt.
De waardplanten van deze soort zijn diverse loofbomen zoals de populier, wilg, iep, appel en de meidoorn.